# Viacheslav Mólotov
Viacheslav Mijáilovich Mólotov (en ruso: Вячесла́в Миха́йлович Мо́лотов; 25 de febrerojul./ 9 de marzo de 1890greg. - 8 de noviembre de 1986) fue un político y diplomático soviético, un viejo bolchevique y una figura destacada en el gobierno soviético durante la década de 1920, cuando ascendió al poder como un protegido de Iósif Stalin, hasta 1957, cuando fue despedido del Presidium (Politburó) del Comité Central por Nikita Jrushchov. Se desempeñó como presidente del Consejo de Comisarios del Pueblo desde 1930 hasta 1941 y como ministro de Asuntos Exteriores entre 1939 y 1949 y desde 1953 a 1957. Mólotov trabajó varios años como primer vicepresidente del Consejo de Ministros del gabinete de Iósif Stalin y se retiró en 1961 tras varios años de oscuridad.
Mólotov fue el principal soviético firmante del pacto de no agresión nazi-soviético de 1939 (conocido como Pacto Ribbentrop-Mólotov), también estuvo involucrado en las negociaciones de la posguerra donde se hizo notar por sus excelentes habilidades diplomáticas. A raíz de las secuelas de la Segunda Guerra Mundial (Gran Guerra Patria) Mólotov mantuvo su lugar hasta 1949, como líder diplomático y político. En marzo de 1949, tras perder el favor de Stalin, perdió el Ministerio de Asuntos Exteriores para Andréi Vyshinski. La relación de Mólotov con Stalin se deterioró aún más, con Stalin quejándose acerca de los errores de Mólotov en un discurso ante el XIX Congreso del Partido. Sin embargo, después de la muerte de Stalin en 1953 se opuso firmemente a la política de la desestalinización llevada a cabo por Jrushchov. Defendió sus políticas y el legado de Stalin hasta su muerte en 1986 criticando duramente a los sucesores de Stalin, especialmente a Nikita Jrushchov.

## Primeros años y carrera (1890-1930)
Mólotov nació como Viacheslav Mijáilovich Skryabin (del ruso: Вячеслав Михайлович Скря́бин) en la aldea de Kukarka de la gobernación de Viatka (ahora Sovetsk en el óblast de Kírov), siendo hijo de un empleado de una tienda. Al contrario de un error que se repite comúnmente, no estuvo emparentado con el compositor Aleksandr Skriabin. Fue educado en una escuela secundaria en Kazán y se unió a la facción bolchevique del Partido Obrero Socialdemócrata de Rusia (POSDR) en 1906. Tomó el seudónimo de Mólotov (del ruso молот mólot, "martillo") por su trabajo político. Su otro apodo de partido fue 'trasero de piedra', debido a sus largas horas en el escritorio. (En una ocasión anunció que iba a tomar una siesta durante 13 minutos y se despertó exactamente 13 minutos después). Fue arrestado en 1909 y pasó dos años exiliado en Vólogda. En 1911, se matriculó en el Instituto Politécnico de San Petersburgo y también se unió a la redacción de Pravda, el periódico clandestino bolchevique del que Iósif Stalin era editor. En 1915, Mólotov fue nuevamente detenido y deportado a Irkutsk, pero en 1916 se escapó y regresó a la capital.
Mólotov se convirtió en miembro del Comité del Partido Bolchevique de Petrogrado en 1916. Cuando se produjo la Revolución de Febrero en 1917, fue uno de los pocos bolcheviques que permanecieron en la capital. Bajo su dirección Pravda llevó a la "izquierda" a oponerse al Gobierno provisional ruso formado después de la revolución. Cuando Iósif Stalin regresó a la capital, revirtió la línea de Mólotov; pero cuando el líder del partido, Vladímir Lenin, llegó, invalidó a Stalin. A pesar de ello, Mólotov se convirtió en un protegido y estrecho adherente a Stalin, una alianza a la que debe su fama posterior. Mólotov se convirtió en miembro del comité militar revolucionario que planeó la Revolución de Octubre, y que efectivamente llevó a los bolcheviques al poder.
En 1918, Mólotov fue enviado a Ucrania para participar en la guerra civil que se estaba desatando en ese momento. Pero como no era un militar, no participó en los combates. En 1920, se convirtió en secretario del Comité Central del Partido Comunista de la República Socialista Soviética de Ucrania. 
En 1921 se casó con Polina Zhemchúzhina, quien servía en el Comisariado del pueblo (Narkomat) de la Industria Alimentaria bajo Anastás Mikoyán y más tarde fue nombrada Comisario del pueblo (Narkom) para la Pesca, fue la primera edil femenina que desempeñó el cargo de Narkom en el gobierno de la Unión Soviética y también  fue elegida como candidata al Comité Central del PCUS. Lenin lo llamó a Moscú en 1921, elevándolo a miembro de pleno derecho del Comité Central y del Orgburó y poniéndolo a cargo de la secretaría del partido. Fue elegido como miembro sin derecho a voto del Politburó en 1921, y ocupó el cargo de Secretario Responsable. Su Secretaría responsable fue criticada tanto por Lenin como por León Trotski, con Lenin señalando su "burocratismo vergonzoso" y comportamiento estúpido. Siguiendo los consejos de Mólotov y Nikolái Bujarin, el Comité Central decidió reducir las horas de trabajo de Lenin. En 1922, Stalin se convirtió en secretario general del Partido Bolchevique con Mólotov como segundo secretario de facto. Como un joven seguidor, Mólotov admiraba a Stalin, pero estaba abierto a la crítica de él. Bajo el patrocinio de Stalin, Mólotov se convirtió en miembro del Politburó en 1926.
Durante las luchas por el poder que siguieron a la muerte de Lenin en 1924, Mólotov siguió siendo un partidario leal de Stalin contra sus diferentes rivales: primero León Trotski, posteriormente Lev Kámenev y Grigori Zinóviev y finalmente Nikolái Bujarin. Mólotov se convirtió en una figura destacada en el centro "estalinista" del partido, que también incluía a Kliment Voroshílov y Sergó Ordzhonikidze. Trotski y sus seguidores subestimaron a Mólotov, así como muchos otros. Trotski lo llamó de "mediocridad personificada", mientras que el propio Mólotov corregía a sus camaradas con pedantería cuando se referían a él como 'trasero de piedra' diciendo que en realidad Lenin lo había apodado de 'trasero de hierro'. Sin embargo, este embotamiento exterior ocultaba una mente astuta y un gran talento administrativo. Operó principalmente detrás de las escenas y cultivó una imagen de burócrata incoloro – por ejemplo, fue el único líder bolchevique que siempre llevaba traje y corbata. En 1928 Mólotov reemplazó a Nikolái Uglánov como Primer Secretario del Partido Comunista de Moscú y mantuvo esa posición hasta el 15 de agosto de 1929. En un largo discurso ante Comité Central en 1929, Mólotov dijo a los miembros que el gobierno soviético iniciaría una campaña de colectivización obligatoria para resolver el atraso agrario de la agricultura Soviética.

## Jefatura de Gobierno (1930-1941)

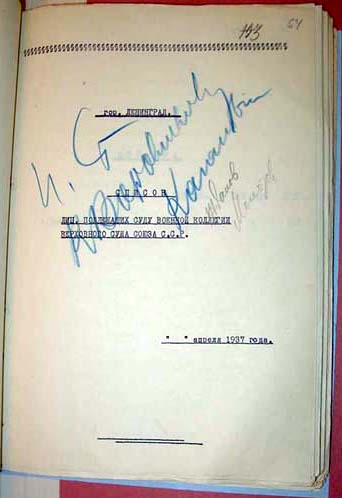
Una lista de la Gran Purga firmada por Mólotov, Stalin, Voroshílov, Kaganóvich y Zhdánov.

Durante un plenario del Comité Central del 19 de diciembre de 1930, Mólotov relevó a Alekséi Rýkov como presidente del Consejo de Comisarios del Pueblo (equivalente de un jefe de Gobierno occidental). En este puesto, Mólotov supervisó la colectivización de la agricultura del gobierno de Stalin. Siguió la línea de Stalin mediante una combinación de fuerza y propaganda para aplastar la resistencia de los campesinos a la colectivización, incluyendo la deportación de millones de kuláks (campesinos con propiedades) a campos de trabajo. Un número enorme de los deportados murieron por exposición y exceso de trabajo. Firmó la Ley de las tres espiguillas (Закон о трёх колосках) y condujo personalmente la Comisión Extraordinaria para la Entrega de Granos en Ucrania, que confiscó unas 4.2 millones de toneladas de granos de los campesinos desaparecidas durante una extensa hambruna (conocida en Ucrania como Holodomor). Los historiadores contemporáneos estiman que entre siete y once millones de personas murieron, de hambre o en campos de trabajo, en la transición para colectivizar las granjas. Mólotov también supervisó la aplicación del Primer Plan Quinquenal para la rápida industrialización.
Serguéi Kírov, jefe de la organización del partido en Leningrado, fue asesinado en 1934; algunos creyeron que su muerte había sido ordenada por Stalin. La muerte de Kírov desencadenó una segunda crisis, la Gran Purga. En 1938, de los veintiocho Comisarios del Pueblo presentes en el gobierno de Mólotov, veinte fueron ejecutados bajo las órdenes de Stalin y Mólotov. Las purgas se llevaron a cabo por los sucesivos jefes del NKVD, la policía secreta de Stalin. Nikolái Yezhov fue el principal organizador y Kliment Voroshílov, Lázar Kaganóvich y Mólotov estuvieron íntimamente implicados en los procesos. Stalin frecuentemente solicitaba que Mólotov y otros miembros del Politburó firmaran las sentencias de muerte de las víctimas más prominentes de la purga, y Mólotov siempre lo hizo sin lugar a dudas. No hay ningún registro de que Mólotov haya intentando moderar el curso de las purgas o incluso salvar a personas, al igual que algunos otros funcionarios soviéticos. Durante la Gran Purga, aprobó personalmente 372 listas de ejecución documentadas, más que cualquier otro funcionario soviético incluyendo a Stalin. Es conocido que Mólotov fue uno de los pocos con quien Stalin discutió abiertamente acerca de las purgas. Si bien Mólotov y Stalin firmaron un decreto público en 1938 que los desvinculó de la Gran Purga, en curso en ese momento, en privado e incluso después de la muerte de Stalin, Mólotov apoyó la Gran Purga y los asesinatos cometidos por su gobierno.
A pesar del gran costo humano, la Unión Soviética bajo la jefatura de Gobierno nominal de Mólotov hizo grandes avances en la adopción y aplicación generalizada de tecnología agraria e industrial. En un documento escrito por Mólotov observó cómo el canibalismo y el hambre aún seguían siendo problemas graves en 1937 en la Unión Soviética. Andréi Vyshinski, el fiscal general, incluso le dijo personalmente a Mólotov sobre incidentes relacionados con madres comiendo a sus hijos recién nacidos. El ascenso de Adolf Hitler en la Alemania nazi precipitó el desarrollo de una industria de armamento moderno a las órdenes del Gobierno soviético. En última instancia, fue esta industria de armas, junto con la asistencia estadounidense mediante la ley de Préstamo y Arriendo, que ayudó a la Unión Soviética a prevalecer en la Segunda Guerra Mundial (Gran Guerra Patria). Frente a esto, las purgas de los líderes del Ejército Rojo, en las que Mólotov participó, debilitaron la capacidad de defensa de la Unión Soviética y contribuyeron a los desastres militares de 1941 y 1942, que en su mayoría fueron causados por la falta de preparación para la guerra. Las purgas también condujeron al desmantelamiento de la agricultura privatizada y a su sustitución por la agricultura colectivizada. Esto dejó un legado de ineficiencias agrícolas crónicas y  baja producción que el Gobierno soviético nunca rectificó totalmente.
Mólotov fue descrito como vegetariano y abstemio por el periodista estadounidense John Gunther en 1938.  Sin embargo, el comunista yugoslavo Milovan Djilas afirmó que Mólotov "bebía más alcohol que Stalin" y nunca notó su vegetarianismo a pesar de tener varios banquetes con él.

## Ministro de Relaciones Exteriores (1939-1949)

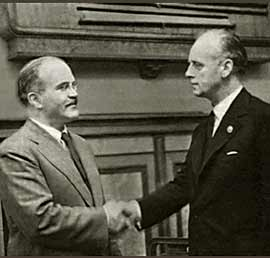
Mólotov reuniéndose con su homólogo alemán Joachim von Ribbentrop antes de firmar el pacto de no agresión germano-soviético.

En 1939, tras los acuerdos de Múnich y la invasión subsiguiente de Hitler a Checoslovaquia en 1938, Stalin creía que Gran Bretaña y Francia no serían aliados confiables contra la expansión alemana y entonces trató de conciliar con la Alemania Nazi. En mayo de 1939 Maksim Litvínov, el Comisario del Pueblo de Asuntos Exteriores de origen judío, fue despedido y Mólotov fue designado para sucederlo. Mólotov fue reemplazado de su puesto como presidente del Consejo de Comisarios del Pueblo por Stalin.
Al principio, Hitler rechazó las sugerencias diplomáticas soviéticas de que Stalin deseaba un tratado, pero a comienzos de agosto de 1939, Hitler autorizó al ministro de Relaciones Exteriores Joachim von Ribbentrop para comenzar negociaciones serias. Se firmó un acuerdo de comercio el 18 y el 22 de agosto, Ribbentrop viajó a Moscú para firmar un tratado de no agresión formal. Aunque el tratado es conocido como el Pacto Ribbentrop-Mólotov, en realidad fueron Stalin y Hitler y no Mólotov y Ribbentrop, quienes decidieron el contenido del tratado. La parte más importante del acuerdo fue el Protocolo adicional secreto, que preveía el reparto de Polonia, Finlandia y las repúblicas bálticas entre la Alemania Nazi y la Unión Soviética y la anexión soviética de Besarabia (que entonces formaba parte de Rumania, ahora Moldavia). Este protocolo le dio a Hitler la luz verde para la invasión de Polonia, que comenzó el 1 de septiembre de 1939, y también a Stalin para la invasión soviética de Polonia el 17 de septiembre.
El 28 de septiembre de 1939, Alemania nazi y la Unión Soviética firmaron el Tratado Germano-Soviético de Amistad, Cooperación y Demarcación que ajustaba las fronteras de las zonas de influencia de ambas potencias.
El 5 de marzo de 1940, Lavrenti Beria le dio a Mólotov, junto con Anastás Mikoyán, Kliment Voroshílov y Stalin, una nota ordenando la ejecución de 25.700 oficiales polacos, en lo que se conoce como la masacre de Katyn.
Bajo los términos del pacto, Hitler estaba, en efecto, recibiendo autorización para ocupar dos tercios del oeste de Polonia, así como Lituania. Mólotov recibió carta blanca en relación con Finlandia. En la guerra soviético-finlandesa que produjo, una combinación entre la feroz resistencia finlandesa y la mala gestión soviética resultó en la pérdida de partes del territorio de Finlandia, pero no su independencia. El pacto fue modificado posteriormente para asignar a Lituania en la esfera soviética a cambio de una frontera más favorable en Polonia. Estas anexiones llevaron a enormes sufrimientos y pérdidas de vidas en los países ocupados y divididos por los dos Gobiernos.
En noviembre de 1940, Stalin envió a Mólotov a Berlín para reunirse con von Ribbentrop y Adolf Hitler. En enero de 1941, el ministro de Asuntos Exteriores británico Anthony Eden visitó Turquía buscando que los turcos entraran en la guerra del lado de los aliados. Aunque el propósito de la visita de Eden era más antialemana en lugar de antisoviética, Mólotov supuso lo contrario y en una serie de conversaciones con el embajador italiano Augusto Rosso, Mólotov afirmó que la Unión Soviética pronto se enfrentaría a una invasión anglo-turca de Crimea. El historiador británico D.C. Watt argumentó que, sobre la base de las declaraciones de Mólotov a Rosso, parecería que a comienzos de 1941, Stalin y Mólotov veían a Gran Bretaña en lugar de Alemania como la principal amenaza.
El Pacto Ribbentrop-Mólotov rigió las relaciones soviético-alemanas hasta junio de 1941, cuando Hitler, habiendo ocupado Francia y neutralizado Gran Bretaña, giró hacia el este y atacó la Unión Soviética. Mólotov tuvo la responsabilidad de decirle al pueblo soviético del ataque, cuando él en lugar de Stalin anunció la guerra. Su discurso, transmitido por radio el 22 de junio, caracterizó a la Unión Soviética en un papel similar al articulado para Gran Bretaña por Winston Churchill en sus discursos durante los comienzos de la guerra. El Comité de Defensa del Estado fue establecido poco después del discurso de Mólotov; Stalin fue elegido presidente y Mólotov, vicepresidente. Tras la invasión alemana, Mólotov, llevó a cabo urgentes negociaciones con Gran Bretaña y, más tarde, con los Estados Unidos para establecer alianzas de guerra. Tomó un vuelo secreto a Glasgow, Escocia, donde fue recibido por Eden. Desde allí tomó un tren hacia Londres para discutir con el Gobierno británico la posibilidad de abrir un segundo frente contra Alemania. Después de firmar el Tratado anglo-soviético el 26 de mayo de 1942 Mólotov fue a Washington D. C., Estados Unidos y se reunió con el presidente de los Estados Unidos, Franklin D. Roosevelt y ratificó un Tratado de Préstamo y Arriendo entre la URSS y los Estados Unidos. Los británicos y el Gobierno de los Estados Unidos, se comprometieron, aunque vagamente, a abrir un segundo frente contra Alemania. En su vuelo de regreso a la URSS, su avión fue atacado por cazas alemanes y luego por cazas soviéticos.

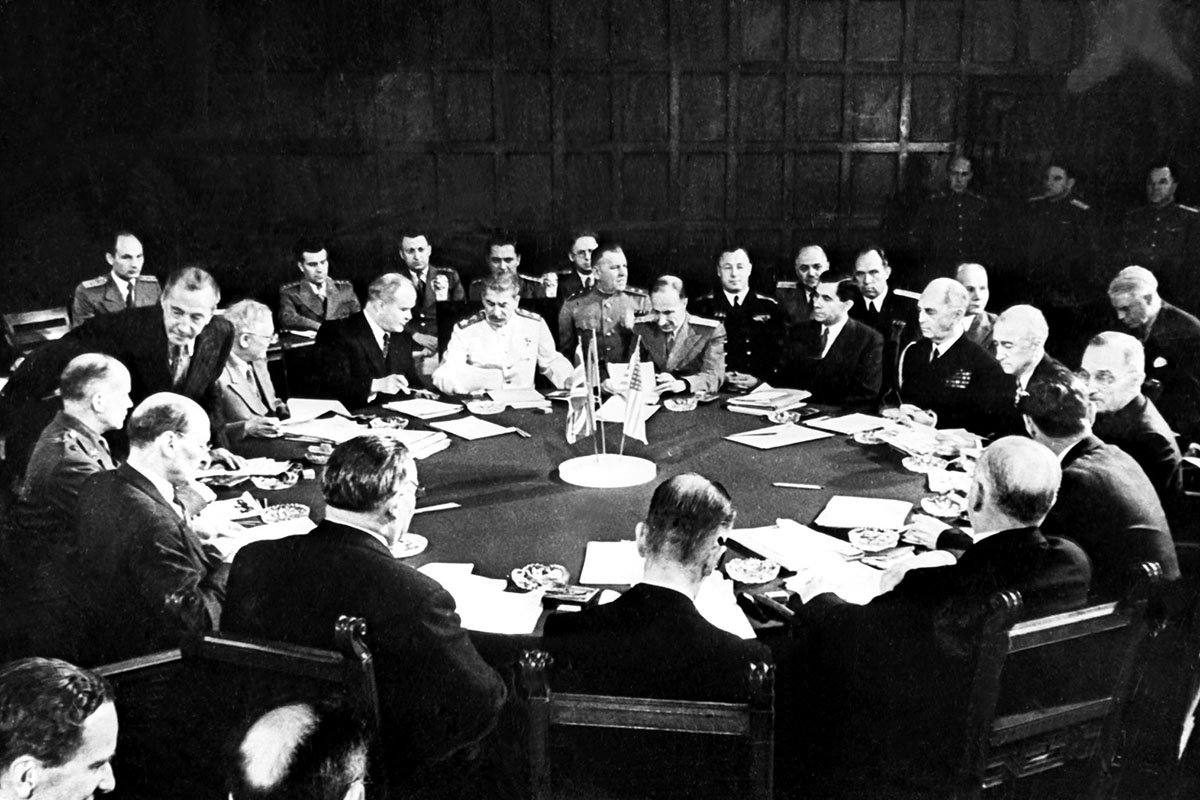
Conferencia de Potsdam: Clement Attlee, Ernest Bevin, Mólotov, Iósif Stalin, William Daniel Leahy, James F. Byrnes, Harry S. Truman y otros.

Cuando Beria informó a Stalin acerca del proyecto Manhattan y su importancia, Stalin escogió a Mólotov para ser el hombre a cargo del proyecto de la bomba atómica soviética. Sin embargo, bajo el liderazgo de Mólotov la bomba y los elementos del proyecto, se desarrollaron muy lentamente y Mólotov fue reemplazado por Beria en 1944 con el asesoramiento de Ígor Kurchátov. Cuando Harry S. Truman, el presidente estadounidense, le dijo a Stalin que los norteamericanos habían creado una bomba nunca antes vista, Stalin le relató la conversación a Mólotov y le dijo que acelerara la velocidad de desarrollo. Por órdenes de Stalin el Gobierno soviético incrementó sustancialmente la inversión en el proyecto.
En colaboración con Kliment Voroshílov, Mólotov contribuyó musical y líricamente a la versión del himno nacional soviético de 1944. Mólotov pidió a los escritores la inclusión de una o dos líneas sobre la paz. El papel de Mólotov y de Voroshílov en la realización del nuevo himno soviético fue, según palabras del historiador Simon Sebag Montefiore, actuar como jueces de música para Stalin.
Mólotov acompañó a Stalin en la Conferencia de Teherán en 1943, en la Conferencia de Yalta en 1945 y, tras la derrota de Alemania, en la Conferencia de Potsdam. Representó a la Unión Soviética en la Conferencia de San Francisco, que creó las Naciones Unidas. Incluso durante el período de alianzas de los tiempos de guerra, Mólotov fue conocido como un duro negociador y un decidido defensor de los intereses soviéticos. Entre 1945 y 1947 Mólotov participó en todas las cuatro conferencias de ministros de Relaciones Exteriores de los Estados victoriosos de la Segunda Guerra Mundial. En general, se distinguió por una actitud poco cooperativa hacia las potencias occidentales. En la dirección del Gobierno soviético, condenó al Plan Marshall como imperialista y afirmó que estaba dividiendo a Europa en dos campos, uno capitalista y el otro comunista. En respuesta, la Unión Soviética, junto con las demás naciones del bloque del Este, iniciaron lo que se conoce como el Plan Mólotov. El plan creó varias relaciones bilaterales entre los Estados de Europa oriental y la Unión Soviética; y más tarde se convertiría en el Consejo de Ayuda Mutua Económica (CAME).
En el periodo de la posguerra, el poder de Mólotov comenzó a declinar. En 1948 fue obligado a divorciarse de su esposa, quien fue detenida en diciembre de 1948 bajo cargos falsos de traición. Ella fue sentenciada a cinco años trabajos forzados. Esto fue un signo claro de la situación precaria de Mólotov,  su incapacidad de evitar la detención  de su esposa judía, Polina Zhemchúzhina, de quien Stalin había desconfiado mucho.  Mólotov nunca dejó de amar a su esposa, y se dice que cada noche ordenaba a sus mucamas hacer una cena para dos personas para recordarle que, según sus propias palabras, "ella sufrió por mi culpa". La pareja fue reunida por Beria tras la muerte de Stalin. En 1949, Mólotov fue reemplazado como ministro de Relaciones Exteriores por Andréi Vyshinski, aunque conservó su posición como primer vicepresidente del Consejo de Ministros y como miembro del Politburó.

## Carrera después de la guerra (1949-1976)
En el XIX Congreso del Partido en 1952, Mólotov fue elegido para el reemplazo del Politburó, el Presidium, pero no fue incluido entre los miembros del órgano secreto recién establecido, conocido como la Oficina del Presidium; indicando que había perdido el favor de Stalin. En el XIX Congreso, Mólotov y Anastás Mikoyán fueron señalados por Stalin por haber cometido errores graves, incluyendo la publicación de un discurso de guerra de Winston Churchill favorable a los esfuerzos de la Unión Soviética en la guerra. Tanto Mólotov como Mikoyán fueron perdiendo el favor de Stalin rápidamente, con el propio Stalin, Beria, Jrushchov, Malenkov y Nikolái Bulganin sin querer ver más a Mólotov y Mikoyán alrededor. En su 73.º cumpleaños, Stalin trató a ambos con disgusto. Jrushchov, en su discurso secreto ante el XX Congreso del Partido le dijo a los delegados que Stalin tenía planes de "acabar" con Mólotov y Mikoyán tras el XIX Congreso.

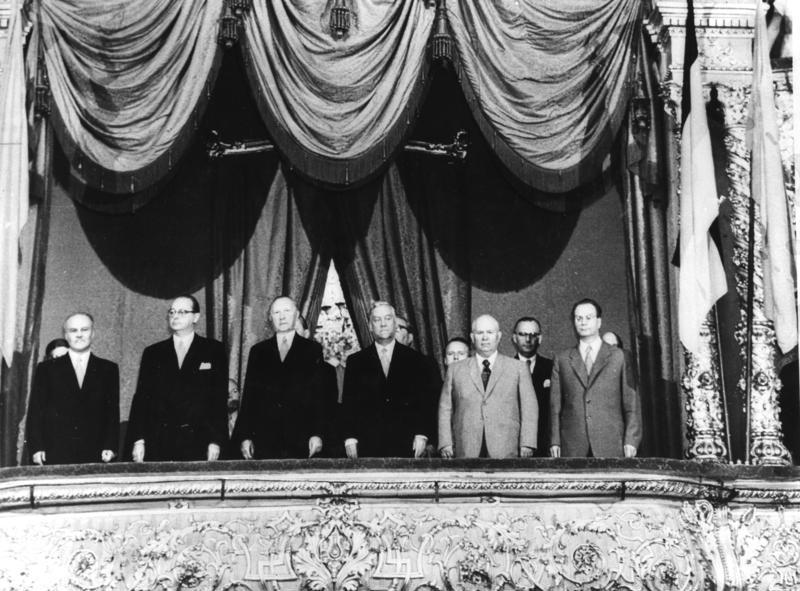
Mólotov (izquierda) con Jrushchov (segundo desde la derecha) y el presidente del Consejo de Ministros Nikolái Bulganin (a la izquierda de Jrushchov) en 1955 en una recepción de gala en Moscú por la visita del canciller de Alemania Occidental Konrad Adenauer (centro).

Tras la muerte de Stalin se solicitó un reajuste de los dirigentes, en el curso del cual se fortaleció la posición de Mólotov. Gueorgui Malenkov, sucesor de Stalin en el puesto de presidente del Consejo de Ministros, designó a Mólotov como ministro de Relaciones Exteriores el 5 de marzo de 1953. Si bien Mólotov fue visto como un posible sucesor de Stalin inmediatamente después de su muerte, nunca intentó convertirse en líder de la Unión Soviética. Una Troika (triunvirato) se estableció inmediatamente después de la muerte de Stalin, conformada por Malenkov, Beria y Mólotov,  pero terminó cuando Malenkov y Mólotov engañaron a Beria. Mólotov apoyó la remoción y la posterior ejecución de Beria por órdenes de Jrushchov. El nuevo Secretario General del PCUS, Jrushchov, emergió rápidamente como el nuevo líder de la Unión Soviética. Presidió una gradual liberalización doméstica y una distensión en la política exterior, demostrada por la reconciliación con el gobierno de Josip Broz Tito en Yugoslavia (que Stalin había expulsado del movimiento comunista). Mólotov, un estalinista de la vieja guardia, parecía cada vez más fuera de lugar en este nuevo entorno, pero representó a la Unión Soviética en la Conferencia de Ginebra de 1955.
Los hechos que condujeron a la caída de Mólotov comenzaron en febrero de 1956, cuando Jrushchov lanzó una inesperada denuncia contra Stalin en el XX Congreso del PCUS. Jrushchov atacó a Stalin, tanto por las purgas de la década de 1930 como por las derrotas de los primeros años de la Segunda Guerra Mundial, culpándolo por su exceso de confianza en Hitler y las purgas del Ejército Rojo. Dado que Mólotov fue el decano de los colaboradores de Stalin que continuaban vivos y que había desempeñado un papel destacado en las purgas, se hizo evidente que el examen de Jrushchov del pasado probablemente resultaría en la caída de Mólotov del poder. En consecuencia, se convirtió en el líder de una vieja guardia que intentó derrocar a Jrushchov.
En junio de 1956, Mólotov fue cesado como ministro de Relaciones Exteriores, y en junio de 1957 fue expulsado del Presidium (Politburó) tras un intento fallido de apartar a Jrushchov como Secretario General. Aunque inicialmente la facción de Mólotov ganó una votación en el Presidium por 7-4 para apartar a Jrushchov, este último rechazó renunciar a menos que un plenario del Comité Central lo decidiera así. En el plenario, que duró desde el 22 hasta el 29 junio, Mólotov y su facción fueron derrotados. Finalmente fue nombrado como embajador en la República Popular de Mongolia, lo que fue considerado como un destierro. En 1960 fue nombrado representante soviético en el Organismo Internacional de Energía Atómica, algo que fue visto como una rehabilitación parcial. Sin embargo, tras el XXII Congreso del Partido en 1961, durante el cual Jrushchov llevó a cabo su campaña de desestalinización, que incluía la retirada de cuerpo de Stalin del Mausoleo de Lenin, y la revocación de Mólotov, junto con Lázar Kaganóvich, de todos los cargos y la expulsión de ambos del PCUS. En 1962, todo lo relacionado con Mólotov en los documentos y archivos del Partido fue borrado por las autoridades.
En retiro, Mólotov permaneció totalmente arrepentido de su papel durante el gobierno de Stalin. Sufrió un ataque al corazón en enero de 1962. No obstante, tras la ruptura sino-soviética, hubo informes de que él estaba de acuerdo con las críticas formuladas por Mao Zedong al supuesto "revisionismo" de las políticas de Jrushchov. De acuerdo con Roy Medvédev, la hija de Stalin Svetlana Alilúyeva recordó a Mólotov y su esposa diciéndole: "Tu padre era un genio. En la actualidad, no hay ningún espíritu revolucionario alrededor, solo oportunismo en todas partes. China es nuestra única esperanza. Sólo ellos han mantenido vivo el espíritu revolucionario".

## Rehabilitación, muerte, creencias y legado
Los primeros signos de su rehabilitación se observaron durante el gobierno de Leonid Brézhnev, cuando la información sobre él pudo ser incluida nuevamente en las enciclopedias soviéticas. Su conexión, apoyo y trabajo en el Grupo Anti-Partido fue mencionada en las enciclopedias publicadas en 1973 y 1974, pero finalmente desapareció por completo a mediados y finales de la década de 1970. El líder soviético Konstantín Chernenko rehabilitó más a Mólotov; en 1984 se le permitió incluso volver a ser miembro del PCUS. Una colección de entrevistas con Mólotov de 1985 fue publicada en 1994 por Félix Chúiev como Mólotov recuerda: Política interior del Kremlin. Mólotov murió, durante el gobierno de Mijaíl Gorbachov, el 8 de noviembre de 1986. Tenía 96 años de edad en el momento de su muerte y fue enterrado en el cementerio Novodévichi, en Moscú.
Mólotov, al igual que Stalin, fue patológicamente desconfiado de los demás, y precisamente por ello, despreció mucha información crucial. Como cuando Mólotov dijo una vez: "Uno debe escucharlos, pero es necesario investigarlos. El oficial de inteligencia puede llevarte a una situación muy peligrosa... Hay muchos provocadores aquí, allá y en todas partes". También, al igual que Stalin, nunca reconoció a la Guerra Fría como un evento internacional. Mólotov la vio, más o menos, como el conflicto cotidiano entre el comunismo y el capitalismo. Es importante señalar que Mólotov dividió a los países capitalistas en dos grupos, los "imperialistas inteligentes y peligrosos" y los "tontos". Mólotov también fue un acérrimo nacionalista ruso, afirmando que a los rusos, a diferencia de los húngaros, les gustaba "hacer cosas grandes". Antes de su retiro, Mólotov propuso la creación de una confederación socialista con la República Popular China; Mólotov creía que los Estados socialistas eran parte de una entidad supranacional mayor. En retiro, Mólotov criticó a Nikita Jrushchov por ser un "desviacionista derechista".
El cóctel Molotov es un término acuñado por los finlandeses durante la Guerra de Invierno, como un nombre genérico para una variedad de armas incendiarias improvisadas. Durante la Guerra de Invierno, la Fuerza Aérea Soviética hizo un amplio uso de bombas incendiarias y de bombas de racimo contra las tropas y fortificaciones finlandesas. Cuando Mólotov afirmó en la radio que ellos no habían bombardeado, sino más bien que habían entregado alimentos a los finlandeses hambrientos, estos comenzaron a llamar canastas de pan de Mólotov a las bombas aéreas. Como respuesta,  los finlandeses atacaron a los tanques soviéticos con "cócteles Mólotov", que eran "una bebida para acompañar la comida". Según Montefiore, el cóctel molotov fue una parte del culto a la personalidad de Mólotov, el cual desaprobaba enormemente.
A finales de 1989, dos años antes de la disolución de la Unión Soviética, el Congreso de los Diputados del Pueblo de la Unión Soviética y el gobierno de Mijaíl Gorbachov denunciaron formalmente el Pacto Ribbentrop-Mólotov, reconociendo que la anexión de los Estados bálticos y la partición de Polonia habían sido ilegales.
Winston Churchill, en sus memorias de guerra, enumeró muchas reuniones con Mólotov. Reconociéndolo como un "hombre de extraordinaria capacidad y crueldad de sangre fría", Churchill concluyó: "En el manejo de los asuntos exteriores, Mazarino, Talleyrand y von Metternich lo recibirían en su compañía, si hubiese otro mundo al cual los bolcheviques se permitieran a sí mismos ir tras la muerte."